# 쿠르간 가설

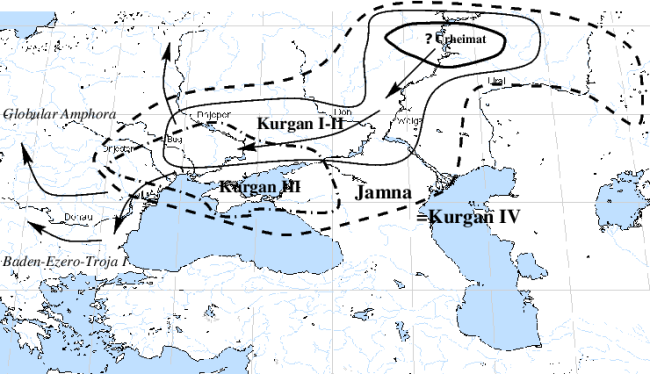
쿠르간 가설에 의한 쿠르간 문화의 변천과 확대

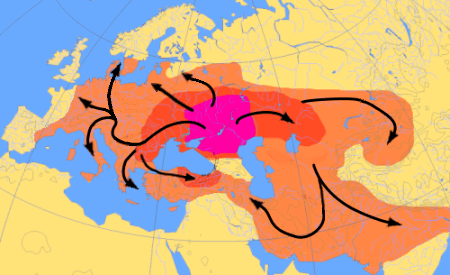
쿠르간 가설에 의한 인도유럽인의 확대

쿠르간 가설(영어: Kurgan hypothesis)은 폰토스 스텝(현재 러시아 남부 지역)에 있었던 쿠르간 문화권 사람들이 인도유럽조어의 화자인 원시 인도유럽인이라 추정하는 가설이다. 이들은 유목 생활을 한 것으로 추정되며 이들의 후손들이 바로 인도유럽어족 계열의 언어를 사용하는 인도유럽인들이다.

## 연구사
1956년에 마리야 김부타스는 고고학과 언어학을 결합하여, 인도유럽조어를 말하는 사람들의 기원에 관하여 쿠르간 가설을 제창하였다. 김부타스는 러시아 남부의 쿠르간(Kurgan, курга́н)이라는 수반 분묘를 가진 문화를 조사하여 이를 "쿠르간 문화"라고 부르고, 쿠르간형의 분구묘가 유럽·중앙아시아 전역에 퍼졌다는 사실을 밝혀냈다.

## 쿠르간 문화

### 쿠르간 문화의 확대 단계
김부타스는 쿠르간 문화를 4개의 연속하는 시기로 구분한다.
- 쿠르간 I기에는 드네프르강 유역에서 볼가강 유역에 걸쳐 지방에서 기원전 4천년기의 전반에 일어났다.
- 쿠르간 II기부터 단계 III는 기원전 4천년기의 후반에 해당한다.
- 쿠르간 IV기 내지 얌나야 문화는 기원전 3천년기 전반에 해당한다. 이 문화는 우랄강에서 불가리아까지 이르는 스텝 지역 전체로 확대했다.

그리고 3개의 확대되는 물결이 있었다고 생각된다.
- 첫 번째 물결은 쿠르간 I기에 앞선 시기로서, 볼가강 하류 유역에서 드네프르강 유역에 퍼졌다. 쿠르간 I기의 문화, 특히 스레도니·스토그 문화는 쿡테니 문화(Cucuteni)과 공존하고 있었다.
- 두 번째 물결은 기원전 4천년기 중엽인 스레도니·스토그 문화와 이후의 시대인 마이코프 문화에서 유래한다고 추측된다.
- 세 번째 물결은 기원전 3000년부터 이 2800년경이며 얌나야 문화(수혈 무덤 문화)이 단계를 넘어가며, 확대되는 시기에 해당한다.

여러 학자들은 쿠르간 문화의 확산이 유전학적으로 Y염색체 하플로타입 SNP마커 R1a라는 특수한 유전적 표지의 확산을 통해 추적될 수 있다고 추정하였다.

## 대립 가설
- 아나톨리아 가설: 약 9000년 전 고대 아나톨리아가 원시 인도유럽인의 원류라고 하는 가설이다. 학문적으로 쿠르간 가설에 밀리고 있다.
- 아르메니아 가설

## 같이 보기
- 얌나야 문화
- 안드로노보 문화
- 매듭무늬토기 문화
- 동물공희
- 아슈바메다

## 참고 문헌
- "In Search of the Indo-Europeans: Language, Archaeology and Myth" by J. P. Mallory, ISBN 0-500-27616-1
- "The Kurgan Culture and the Indo-Europeanization of Europe: Selected Articles Form 1952 to 1993" von Marija Gimbutas u.a., ISBN 0-941694-56-9
- "Encyclopedia of Indo-European Culture" ed. James Mallory, D. Q. Adams, ISBN 1-884964-98-2
- Semino, O; Passarino, G; Oefner, PJ; Lin, AA; Arbuzova, S; Beckman, LE; De Benedictis, G; Francalacci, P;  외. (2000). “The Genetic Legacy of Paleolithic Homo sapiens sapiens in Extant Europeans: A Y Chromosome Perspective” (PDF). 《Science》 290 (5494): 1155–1159. Bibcode:2000Sci...290.1155S. doi:10.1126/science.290.5494.1155. PMID 11073453. 2003년 11월 25일에 원본 문서 (PDF)에서 보존된 문서.